# Guarea macrocalyx
Guarea macrocalyx är en tvåhjärtbladig växtart som beskrevs av Al.Rodr.. Guarea macrocalyx ingår i släktet Guarea och familjen Meliaceae. Inga underarter finns listade i Catalogue of Life.